# Anglosaxisk lyra

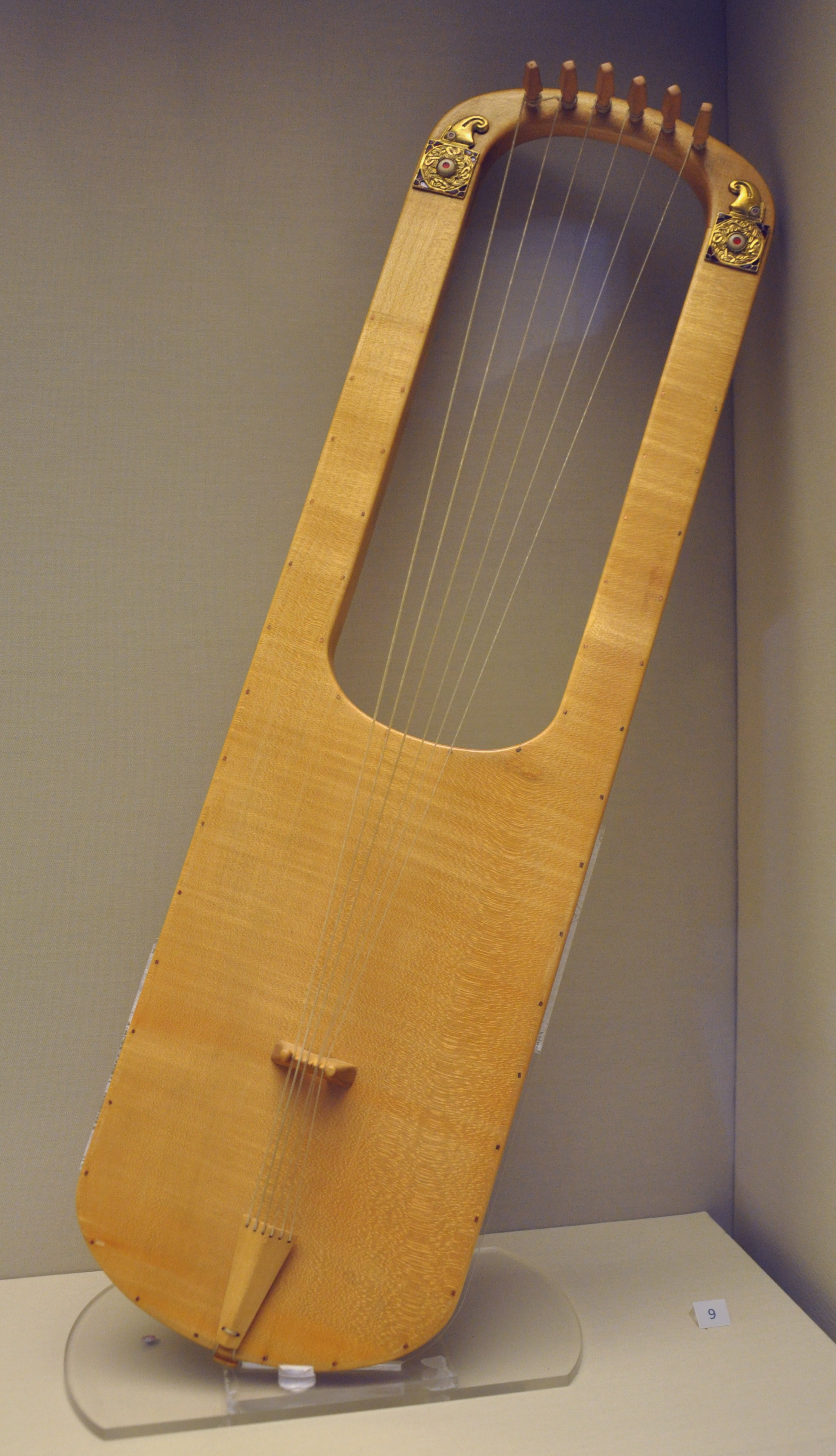
Sutton Hoo Lyre replika, British Museum

Anglosaxisk lyra, även germansk lyra eller vikingalyra, är en större typ av lyra som historiskt spelades i anglosaxiska och germanska områden i nordvästra Europa. Den äldsta lyra av denna typ som hittats i England är från 450 e.Kr. och den senast kända från 900-talet. Den anglosaxiska lyran finns även avbildad och nämns i anglosaxisk litteratur och poesi från järnåldern. Trots detta var kunskapen om instrumentet i stort sett bortglömd fram till 1800-talet då två lyror hittades vid kyrkogårdsutgrävningar i sydvästra Tyskland. Den arkeologiska utgrävningen i Sutton Hoo 1939, och en rekonstruktion av den lyra som hittats där 1970, ledde till insikt om att den anglosaxiska lyran var "det typiska tidiggermanska stränginstrumentet." 
Museum of London Archeology (MOLA) beskriver lyran som det enskilt viktigaste stränginstrumentet i den antika världen.  Till skillnad från de lyror som förekommit kring Medelhavet under antiken kännetecknas den germanska lyran av en lång och bred rektangulär form. I nordvästra Europa, särskilt i England och Tyskland, görs fortlöpande nya arkeologiska fynd av anglosaxiska lyror.

## Arkeologiska fynd

### Oberflacht (Tyskland)
Den första germanska lyran (Oberflacht 37) hittades 1846 i Oberflacht, inte långt från Konstanz.   Den hittades i en gravkammare daterad till tidigt 700-tal.  Lyran återfanns i fyra delar, bevarad till mindre än hälften.   Den är tillverkad av ek, med en resonansbotten av lönn.  Till en början tolkades föremålet som kropp och hals tillhörande en luta. 
Den andra lyran hittades 1892 på samma kyrkogård i Oberflacht.  Denna lyra (Oberflacht 84) var i princip komplett.  Ek har använts till kroppen, medan resonansbotten är gjord av lönn.  Den hade inga ljudhål.  Denna lyra flyttades till Berlin där den av bevarandeskäl förvarades i alkohol.   Lyran förstördes under andra världskriget när ryska soldater drack upp alkoholen. 

### Köln (Tyskland)
Köln-lyran upptäcktes vid utgrävningar i St. Severin, Köln 1939.   Den hittades i en grav daterad till slutet av 700-talet eller början av 800-talet.  Endast den vänstra halvan av lyran var bevarad.  Resonanslådan var tillverkad av ek och täckt med ett bräde av lönn, vilket hade fästs med spikar tillverkade av en kopparlegering.  Lyran var ursprungligen försedd med sex stämstift vilka dock inte är bevarade.  Det fanns även bevis för att den haft en stränghållare av järn.  Köln-lyran förstördes i samband med bombningar i juni 1943.  

### Sutton Hoo (Storbritannien)

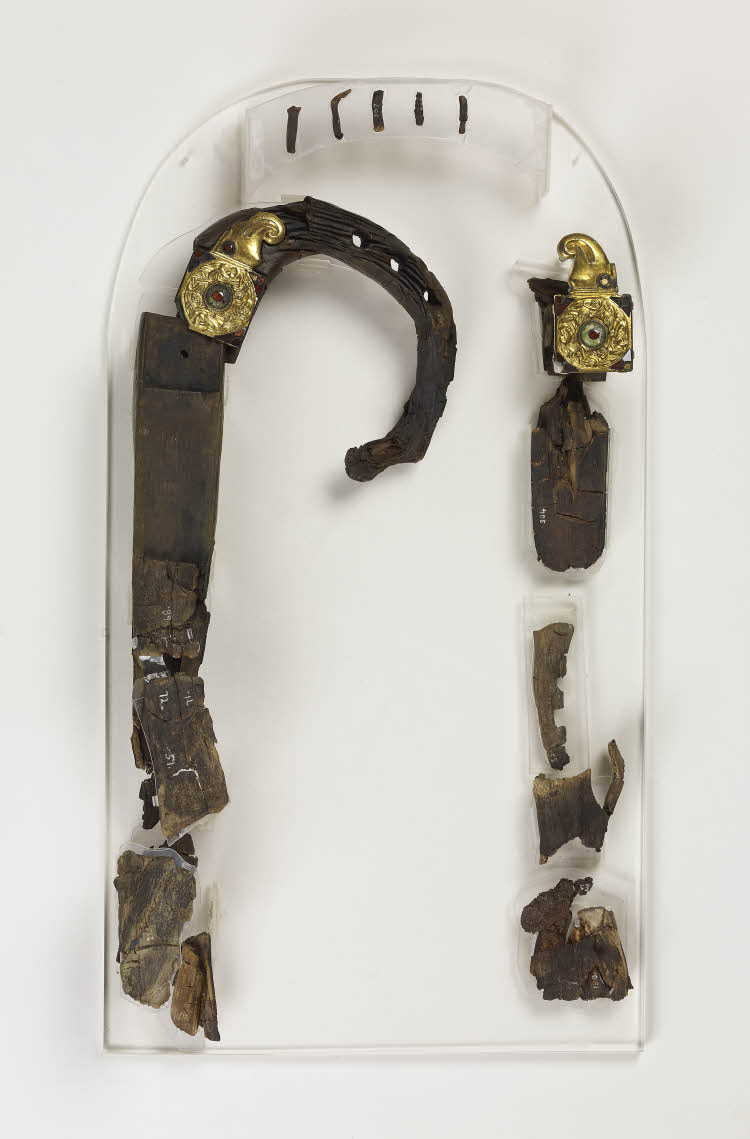
Fragment av lyra från Sutton Hoo, vilken förvaras vid British Museum

Skeppsgravsättningarna i Sutton Hoo grävdes ut 1939 och är daterade till tidigt 700-tal.  Okbalk, sex stämskruvar samt två metallplåtar i form av två sammanflätade fågelhuvuden. 
Lyran är tillverkad av lönnträ.  Armarna är urholkade och täckta av en resonansbotten som fästs med stift av brons.  Fem pluggar av pilträ samt en sjätte tillverkad av alträ finns också bevarade. 
När den hittades identifierades till att börja med inte som en lyra, utan som en harpa. 
I och med en rekonstruktion av Sutton Hoo-lyran blev det uppenbart att det musikinstrument som hänvisas till som en "hearpe" i Beowulf och liknande skrifter, i själva verket var en lyra och inte en harpa.  Rekonstruktionen bekräftades ytterligare när ytterligare lyror grävdes ut i Trossingen 2001 och Prittlewell 2003. 

### Trossingen (Tyskland)

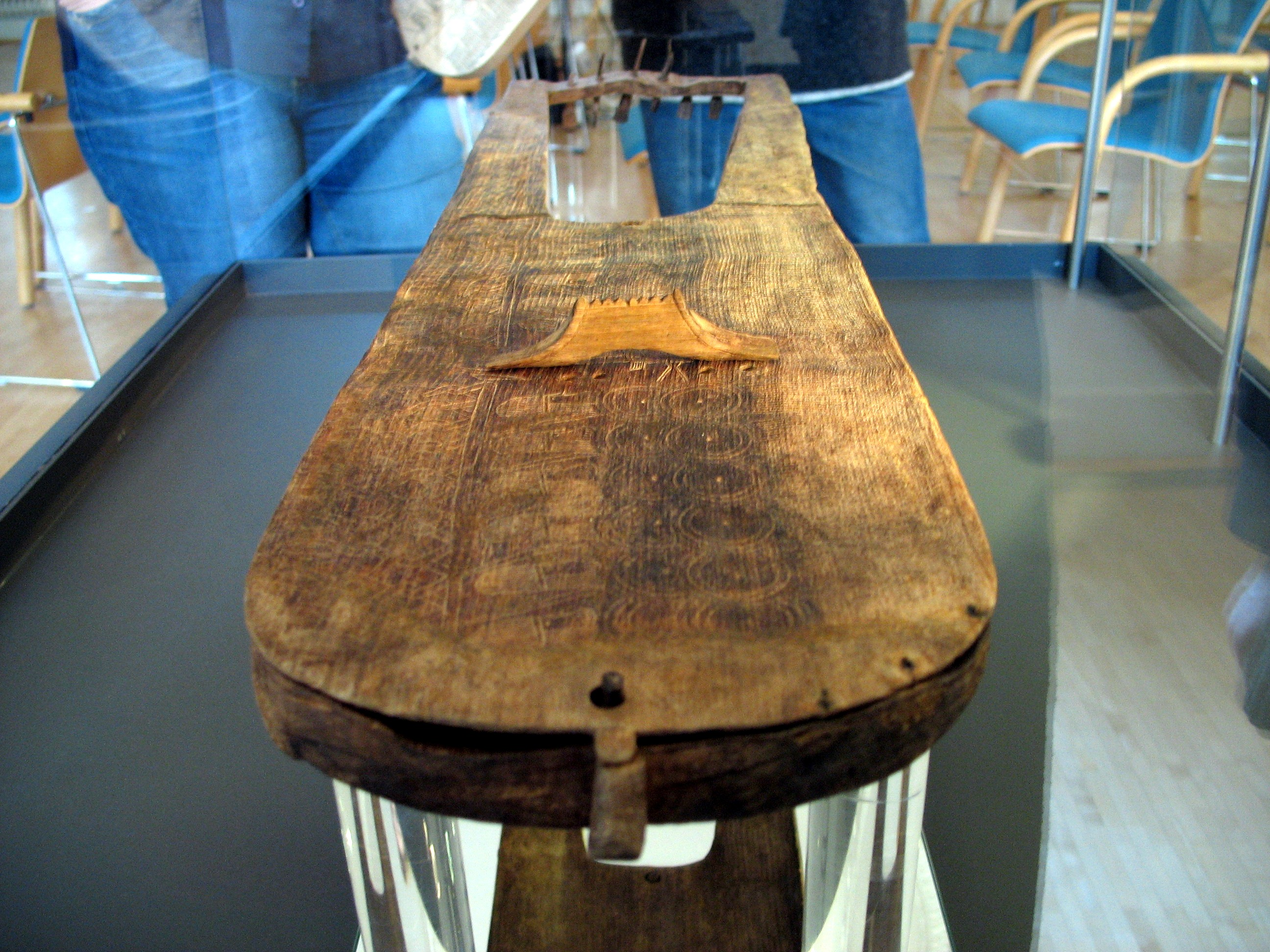
Lyran från Trossingen

Trossingen-lyran upptäcktes 2001 vid utgrävningar av en kyrkogård i Trossingen, i Baden-Württemberg, inte långt från Oberflacht.  Lyran hittades i en trång gravkammare, tillsammans med diverse vapen och trämöbler.  Eftersom lyran har legat i vatten fram till dess att den hittats är den exceptionellt välbevarad. 
Såväl kropp som resonansbotten är tillverkade av lönn.  Stallet är gjort av pilträ och av de sex stämstiften är fyra tillverkade av ask och två av hassel.  Lyran är rikt försedd med dekorationer.  På ena sidan finns två grupper av krigare avbildade, i övrigt är instrumentet dekorerat med djurornamentik. 

### Prittlewell (England)
Gravsättningen i Prittlewell upptäcktes 2003 och är en av de rikaste i sitt slag.  Den trälyra som återfanns i gravsättningen hade nästan helt ruttnat bort, men konturerna av den kunde urskiljas i den underliggande jorden. Fragment av trä och metallbeslag av järn, silver och förgylld kopparlegering fanns bevarade.  Hela det jordskikt där lyran återfunnits flyttades till ett konserveringslaboratorium där det undersöktes med röntgen, datortomografi och laserskanning.  Analys visade att instrumentet var tillverkat av lönn med stämskruvar av ask. Lyran hade vid också någon tidpunkt brutits i två delar och sedan satts ihop igen med hjälp av järn, kopparlegeringar och silverbeslag.

## Kända fynd av lyror
Minst 30 fynd av denna typ av lyra är kända från arkeologiska utgrävningar, bland annat ett i Danmark, elva i England, åtta i Tyskland, två i Nederländerna, tre i Norge och fyra i Sverige.  Majoriteten av fynden utgörs av antingen stall eller delar av oket, inklusive beslag.  Ett fynd, från Sigtuna, Sverige, består av en stämnyckel. 

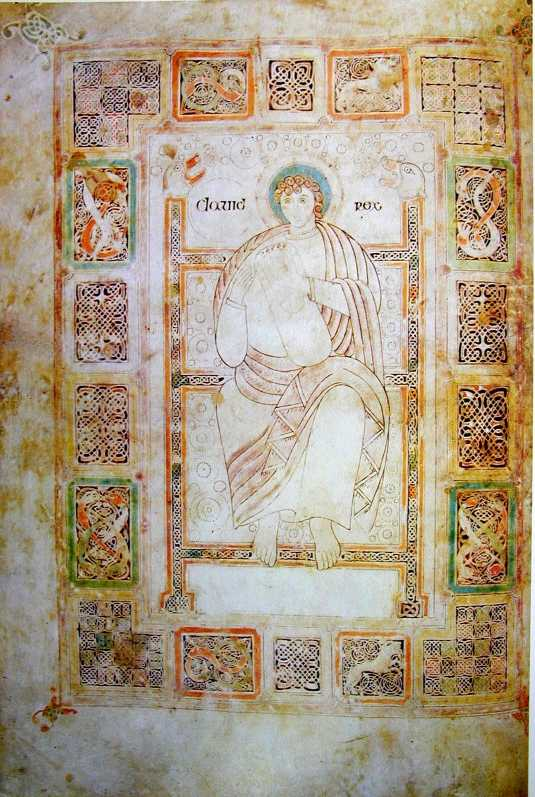
Femsträngad lyra från Durham England, 800-tal

| Datering                    | Fyndbeteckning  | Land          | Kommentar                                                         |
| --------------------------- | --------------- | ------------- | ----------------------------------------------------------------- |
| 400-tal                     | Abingdon        | England       | Fragment av okbalk i ben med fem hål                              |
| 580                         | Trossingen      | Tyskland      | Nästintill komplett instrument med utförlig ornamentik            |
| 590                         | Prittlewell     | England       | Fragment av trä samt, metallbeslag och träfragment                |
| 500-tal                     | Oberflacht (84) | Tyskland      | Nästintill komplett instrument, förstört under andra världskriget |
| sent 500-tal/tidigt 600-tal | Schlotheim      | Tyskland      | Stall av horn                                                     |
| 500-/600-tal                | Bergh Apton     | England       | Metallbeslag och träfragment                                      |
| 500-/600-tal                | Eriswell 221    | England       | Träfragment och beslag av kopparlegering                          |
| 500-/600-tal                | Eriswell 255    | England       | Trä och metallfragment                                            |
| 500-/600-tal                | Eriswell 313    | England       | Överstycke från en lyra                                           |
| 600-tal                     | Oberflacht (37) | Tyskland      | Större fragment av en lyra (vänster halva)                        |
| Tidig anglosaxisk           | Morning Thorpe  | England       | Två träfragment med metallbeslag                                  |
| 610–635                     | Sutton Hoo      | England       | Trä och metallfragment (se illustration ovan)                     |
| 620–640                     | Taplow          | England       | Metallornament och träfragment från bland annat okbalk            |
| Anglosaxisk                 | Snape           | England       | Träfragment från armar, kopparbeslag samt stift                   |
| sent 600-tal/tidigt 700-tal | Köln            | Tyskland      | Hälften av en lyra, förstörd under andra världskriget             |
| 700-tal                     | Ribe            | Danmark       | Okbalk av trä med fyra stämskruvar                                |
| 700-tal                     | Dorestad (140)  | Nederländerna | Stall av bärnsten                                                 |
| 700-tal                     | Dorestad (141)  | Nederländerna | Stall av bärnsten                                                 |
| 700-tal                     | Elisenhof I     | Tyskland      | Stall av bärnsten (fragment)                                      |
| 700-tal                     | Elisenhof II    | Tyskland      | Stall av bärnsten                                                 |
| Vikingatid                  | Birka           | Sweden        | Stall av horn                                                     |
| Frankisk                    | Concevreux      | Frankrike     | Bronsstall med djurhuvudsornament                                 |
| 800-tal                     | Broa            | Sverige       | Stall av bärnsten                                                 |
| 900-tal                     | York            | England       | Stall av trä                                                      |
| 900-/1000-tal               | Hedeby          | Tyskland      | Okbalk av trä med sex hål                                         |
| 1000-tal                    | Gerete          | Sverige       | Stall av brons                                                    |
| 1100                        | Sigtuna         | Sverige       | Stämnyckel av horn                                                |
| Tidigt 1200-tal             | Trondheim       | Norge         | Stall av trä                                                      |
| Tidigt 1200-tal             | Oslo I          | Norge         | Stall av trä                                                      |
| Mitten av 1200-talet        | Oslo II         | Norge         | Stall av trä                                                      |

## Etymologi
Idag definieras lyran som ett instrument där strängarna löper parallellt med resonansbotten, liknande en fiol eller gitarr. En harpa är ett instrument där strängarna är vinkelräta mot klangbotten. Denna klassificering är modern, eftersom man historiskt sett inte gjort någon skillnad mellan lyror och harpor. På fornengelska kallades lyran för "hearpe" och på fornnordiska för "harpa".

Det finns inget universalnamn för den anglosaxiska lyran, men termer som ibland används inkluderar "germansk lyra" och "vikingtida" eller "nordisk lyra". 

## Konstruktion
Av de lyror som analyserats är samtliga instrumentkroppar tillverkade av lönn, ek eller en kombination. Stall är tillverkade av bland annat brons, bärnsten, horn, pilträ och tall. Stämskruvar är främst tillverkade av ask, hassel eller pilträ. Lyrornas storlek varierar, från 53 cm (Köln) till81 cm lång (Oberflacht 84). Hälften av lyrorna har sex strängar, en fjärdedel har sju strängar och resten fem eller åtta strängar. 

## Anglosaxisk lyra i ikonografi

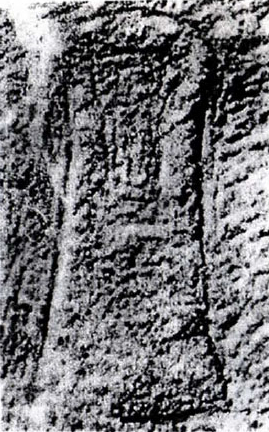
Gotländsk lyra, bildsten, 600-tal

Förutom arkeologiska fynd förekommer lyran ikonografiskt. Vespasianuspsaltaren, en anglosaxisk illustrerad bok från tidigt 800-tal som kommer från Southumbria, innehåller den mest detaljerade bilden av en lyra som hittats. Den visar kung David spelande lyra med sina hovmusiker. Motivet är vanligt förekommande i den kristna världen, vanligtvis med David som spelar harpa; dock har han i vissa engelska versioner en anglosaxisk lyra, som den i Vespasianuspsaltaren . Bilden antyder hur lyran spelades, särskilt att vänsterhanden användes för att dämpa strängar för att kunna "strumma" ackord. Samma spelsätt förekommer på antika grekiska illustrationer av lyrospel.

## Spelsätt

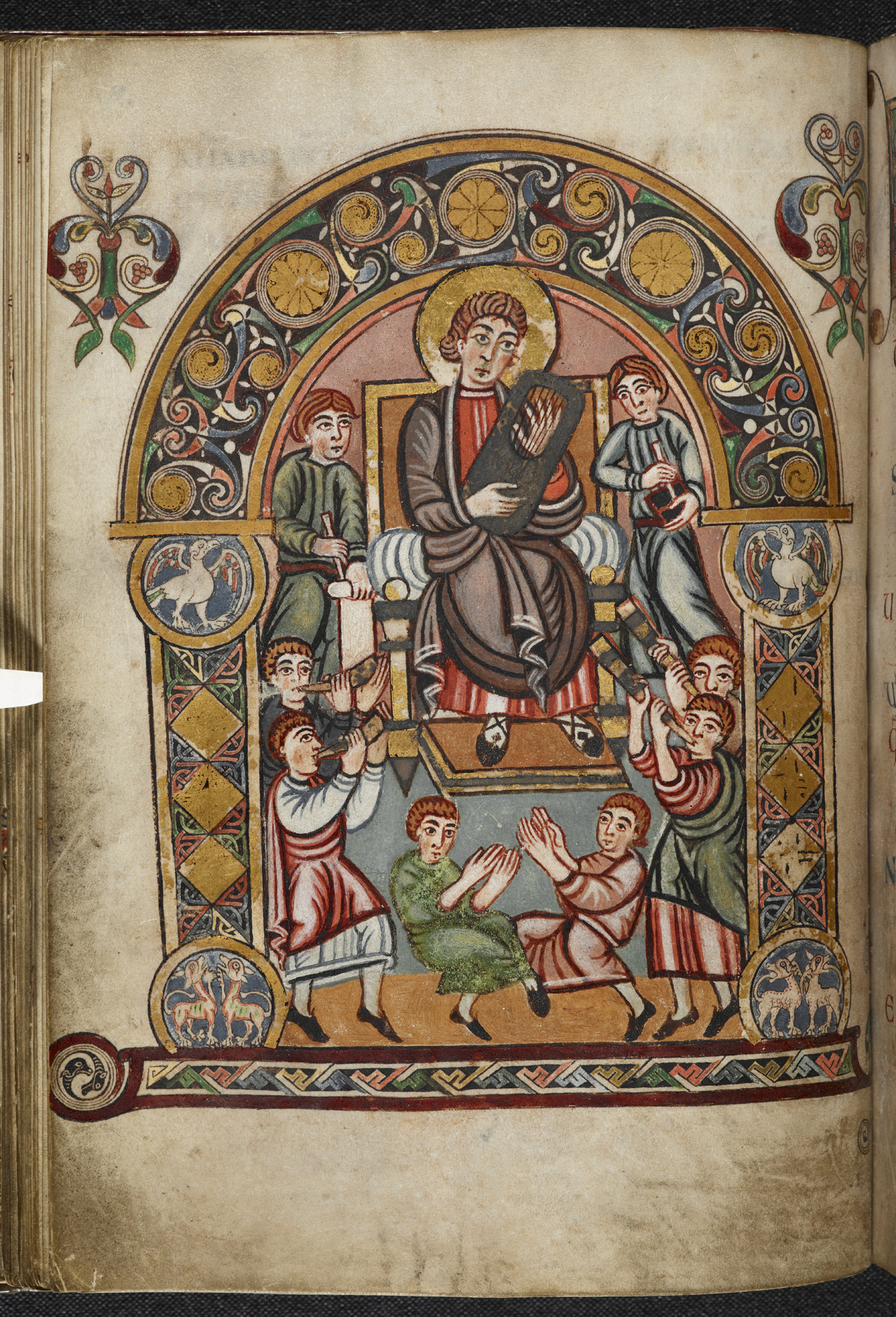
Den anglosaxiska lyran trakteras. Bild från Vespasianuspsaltaren, 800-talets England.

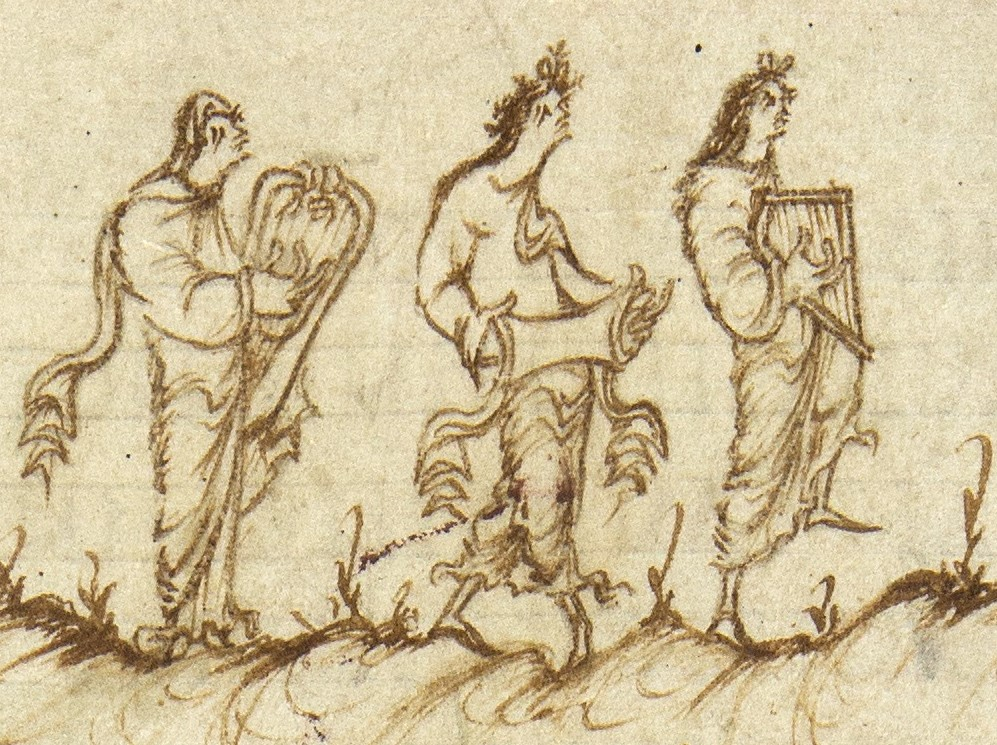
Anglosaxisk lyra (till vänster) från Utrechtpsaltaren, (800-tal)

Vespasianuspsaltaren och Durham Cassiodorus är två av få tillförlitliga bilder av lyran hålls vid spel. Dessa visar att den placeras på ena knäet med en hand hållen på baksidan för att kunna dämpa strängar för att "strumma" alternativt knäppa på strängarna en i taget. I fem av lyrfynden har man hittat bevis på en handledsrem som kan avlasta vikt för vänster arm. 

### Stämning
Hur lyran stämdes är okänt. Den enda samtida redogörelsen för lyran kommer från den frankiske munken och musikteoretikern Hucbald i sin bok De Harmonica Institutione, skriven omkring 880 e.Kr. I den beskriver han hur han tror att den romerske filosofen Boethius (480–524 e.Kr.) skulle ha stämt sin sexsträngade lyra. Huruvida anglosaxarna stämde sina lyror på samma sätt som romarna är dock oklart. Hucbalds slutsats var att Boethius använde de första sex tonerna i durskalan. 